# Daniela Ospina

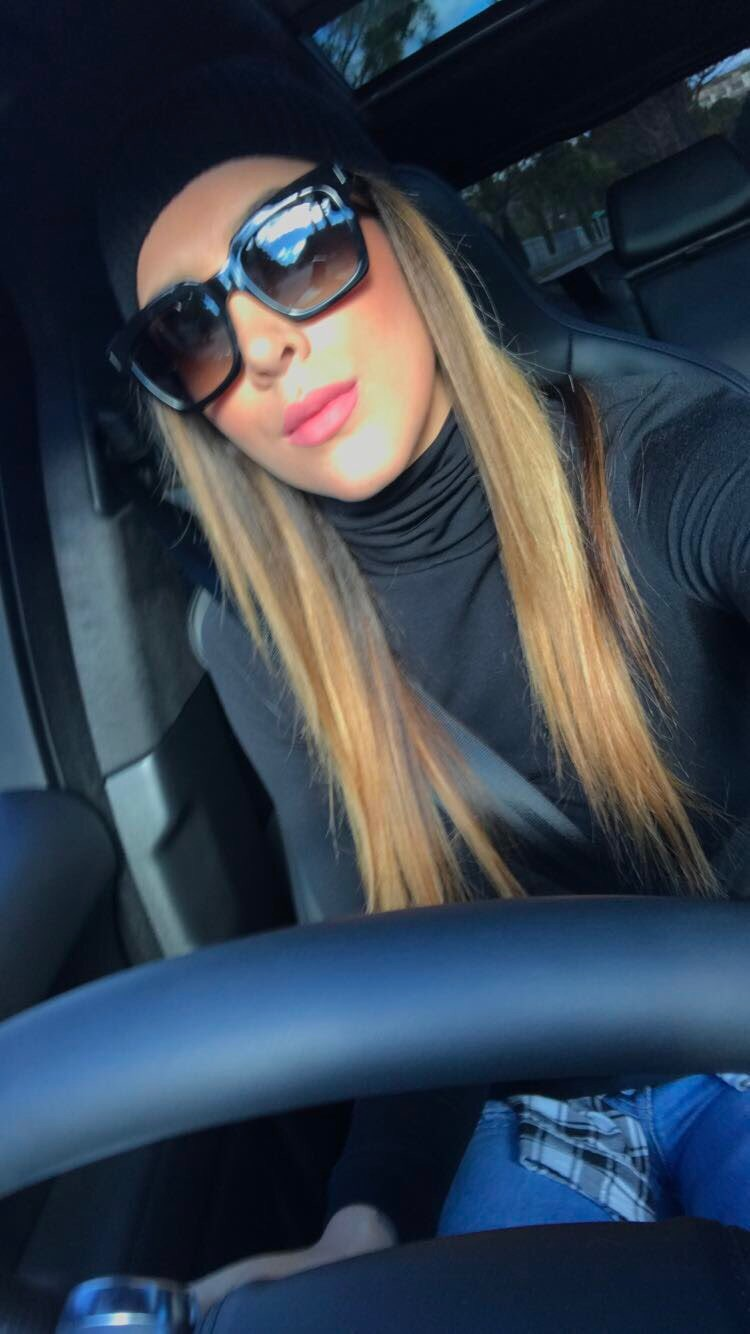
Daniela Ospina

Daniela Ospina (sinh ngay 22 tháng 9 năm 1992) là một vận động viên bóng chuyền người Colombia bắt đầu sự nghiệp với môn bóng chuyền bãi biển. Cô hiện tại đang chơi cho VP Madrid. Anh của cô là David Ospina là một cựu thủ môn nổi tiếng của Arsenal FC hiện đang chơi cho Al Nassr và là đội trưởng đội tuyển bóng đá quốc gia Colombia. Trong những năm đầu của sự nghiệp, cô chơi cho các câu lạc bộ Ita và Sabaneta trong Giải vô địch Bóng chuyền Antioquia của Colombia. Chị còn thi đấu trong Giải vô địch Bóng chuyền Trẻ Quốc gia Colombia và đã đại diện cho đội tuyển quốc gia trong nhiều sự kiện quốc tế. Daniela cũng mạo hiểm tham gia làm người mẫu và đã xuất hiện trong các chiến dịch của quần áo thể thao Brandfit Colombia và Joy Staz Jeans. Cô cũng là một doanh gia và gây dựng cho mình thương hiệu về đồ thể thao mang tên Danfive. Cô cũng đảm đương vai trò người dẫn chương trình cho kênh truyền hình của Colombia Caracol và đã trở thành một đại sứ thương hiệu cho Nacar Makeup. Cô đã xuất hiện trong một chương trình truyền hình thực tế của Colombia tương tự như chương trình Dancing with the Stars. Chương trình đã mời cô với các ngôi sao như Debu Nova và Carlis Torres. Cô đã kết hôn với cầu thủ bóng đá James Rodríguez và đã có một đứa con gái tên là Salomé. Rồi sau đó, cả hai chia tay sau khi gắn bó với nhau 6 năm. Sau sự kiện đó Rodríguez di chuyển đến Đức để có thể tiếp tục sự nghiệp của mình, trong khi đó Daniela tiếp tục ở lại Medellin cùng với con gái. Daniela năng nổ trên mạng xã hội và có một lượng lớn người hâm mộ. Cô bây giờ đơn thân và không có một mối quan hệ nghiêm túc nào sau khi ly hôn.

## Tuổi thơ và cuộc sống ban đầu[1]
Daniela Ospina Ramírez, sinh ngày 22 tháng 9 năm 1992, tại Itagüí, Antioquia, Colombia. Cô là con gái của Hernan Ospina và Lucia Ramírez và là em gái của David Ospina, người trở thành thủ môn nổi tiếng tại câu lạc bộ Arsenal. Khi còn là một đứa trẻ, Daniela và cha của mình thích sống ngoài trời và thực hiện hoạt động thể thao sôi nổi với hàng xóm. Cô bắt đầu chơi bóng chuyền với cha của mình và trở nên chuyên nghiệp trong môn thể thao này. Cha mẹ cô đã ủng hộ hoàn toàn nỗ lực của cô dành cho nó. Cô học Trường Santa Catalina tại Colombia. Vào tháng 4 năm 2016, cô hoàn thành một cấp độ về quản lý kinh doanh tại Đại học Bách khoa Grancolombiano. Cô là một học sinh xuất sắc và đã thể hiện mối quan tâm lớn với thế giới kinh doanh.

## Sự nghiệp[1]
Cô bắt đầu sự nghiệp thể thao của mình với môn bóng chuyền bãi biển trong những ngày còn nhỏ và sau đó chơi cho câu lạc bộ bóng chuyền Itagüí vào năm 2007. Khả năng của cô tiến bộ một cách chắc chắn và 2 năm sau, cô chơi cho câu lạc bộ Sabaneta trong Giải Vô địch Bóng chuyền Antioquia. Vào năm 2010, cô thi đấu tại Giải vô địch Bóng chuyền Trẻ Quốc gia Colombia và đại diện cho đội tuyển quốc gia trong nhiều sự kiện quốc tế. Cô là một trong những ngôi sao của đội và là thành tố giúp cho đội thành công ở cấp độ quốc gia và quốc tế. Sự nghiệp thi đấu bóng chuyền của cô đã nhận được một sự thúc đẩy lớn khi cô chơi cho VP Madrid vào năm 2015 và trở thành người có giá trị nhất trong đội. Cô luôn có vị trí trong đội và chơi cho Siêu cúp Bóng chuyền Nữ 2.
Ngoài sự nghiệp bóng chuyền, cô còn lấn sang các lĩnh vực khác:
- Vào năm 2016, cô trở thành người mẫu và đã tham gia một chiến dịch cho nhà sản xuất đồ thể thao Brandfit Colombia. Cô đã tạo ra ấn tượng mạnh và được mời tham gia quảng bá cho Joy Staz Jeans. Cô cũng xuất hiện trong một chiến dịch quảng cáo đồ lót nữ của tạp chí Colombia Don Juan. Dự án yêu cầu cô làm việc với một nhiếp ảnh gia nổi tiếng tên là Hernán Puentes. Những cái nhìn hấp dẫn của cô, kết hợp với sự nổi tiếng trong thi đấu bóng chuyền, đã giúp cô có được thành công lớn trong vai trò người mẫu.
- Gần đây, cô đã xây dựng được thương hiệu về đồ thể thao mang tên Danfive, được chào bán trên mạng. Cô xác nhận thương hiệu và đã chạm đến những khách hàng tiềm tàng thông qua mạng xã hội, nơi có lượng lớn người hâm mộ. Công việc kinh doanh của cô đã được đẩy lên trong sự nỗ lực mới của cô.
- Cô cũng kiêm luôn vai trò người dẫn chương trình trên kênh truyền hình Caracol và trở thành đại sứ thương hiệu cho Nacar Makeup. Bên cạnh đó, cô cũng trai qua một số trải nghiệm làm khách mời trên truyền hình của Colombia, nói về thể thao và cuộc sống.

## Những điểm nhấn trong sự nghiệp[1]

### Thể thao
Cô đã chơi cho các câu lạc bộ Itagüí, Sabaneta, và VP Madrid. Cô cũng có nhiều thành tích trong giải trẻ và đại diện cho quốc gia trong nhiều giải đấu quốc tế.

### Người mẫu
Cô là gương mặt đại diện của Brandfit Colombia, Joy Staz Jeans, Nacar Makeup.

### Kinh doanh
Cô gây dựng nên thương hiệu mang tên Danfive.

## Đời tư[1]
Daniela Ospina năng nổ trên mạng xã hội như Instagram, Facebook và các nền tảng mạng xã hội khác. Cô đã sử dụng mạng xã hội của mình để quảng bá cho thương hiệu đồ thể thao của mình và tiếp cận người hâm mộ.
Cô đã kết hôn với bạn trai lâu năm là James Rodríguez vào năm 2011. Họ có một người con gái tên là Salomé Rodríguez Ospina. Cặp đôi đã ly hôn vào năm 2017 vì những khác biệt trong ý kiến. James đã di chuyển tới Đức để tiếp tục thi đấu, còn Daniela trở lại Medellin cùng với con gái. Sau đó, Daniela có mối liên hệ với Alex Campos, một nhạc sĩ người Colombia; James có mối liên hệ với người mẫu người Nga tên Helga Lovekaty. Theo như mạng xã hội, Daniela vẫn đơn thân. Cô đã trở thành một bà mẹ đơn thân tận tâm, mặc dù James đã chấp nhận trách nhiệm tương tự đối với con gái. Và cả hai tuyên bố một sự tôn trọng lẫn nhau.

## Những thông tin khác[1]
Daniela xuất hiện trong một chương trình truyền hình thực tế của Colombia, tương tự Dancing with the Stars vào năm 2016. Trong chương trình này, Daniela đã được ghép với các ngôi sao như Debu Nova, Natalia Paris, và Carlis Torres. Mặc dù không đi đến được vòng cuối, với chương trình này, cô đã nâng cao sự nổi tiếng của mình.
Trước khi kết hôn, Daniela và James đã hẹn hò nhau khoảng 2 năm.